# Романів Володимир Богданович
Володимир Богданович Романів (нар. 16 червня 1985) — український футболіст, півзахисник.

## Життєпис
Футбольну кар'єру розпочав у 2006 році в складі чернівецької «Буковина». Дебютував за «буковинців» 26 квітня 2006 року в програному (1:2) домашньому поєдинку 21-о туру групи А Другої ліги проти рава-руської «Рави». Володимир вийшов на поле в стартовому складі, а на 85-й хвилині його замінив Валентин Бужак. У футболці «Буковини» зіграв 10 матчів у Другій лізі. Потім захищав кольори аматорських клубів «Пустомити» та «Шахтар» (Червоноград). 
У 2011 році перейшов до винниківського «Руху», який виступав у Прем'єр-лізі Львівської області. У складі винниківського клубу ставав переможцем чемпіонату Львівщини, а також володарем Кубку та суперкубку Львівської області. У 2015 році виступав за «Кар'єр» (Старий Самбір). Наступного року виїхав до Канади, де виступав у місцевій футбольній лізі за «Юкрейн Юнайтед». 
У дебютному сезоні для клубу з Торонто в національному чемпіонаті Романів допоміг команді пройти стабільно чемпіонат та фінішувати на другому місці за підсумками регулярної частини сезону. Того ж року повернувся на Львівщину, де решту сезону виступав за «Кар'єр» (Торчиновичі).